# 伐罗诃密希罗
伐罗诃密希罗（Varahamihira，505年—587年）一作彘日，是古印度一位天文学家、数学家。是笈多王朝旃陀罗·笈多二世王宫中的“九宝”之一。所著《五大历数全书汇编》（Pancasiddhatika）总结了当时印度的天文学主要成就。11世纪该书被阿拉伯学着比鲁尼翻译成阿拉伯文介绍到了阿拉伯世界。